# Jerzy Trzcieniecki
Jerzy Józef Trzcieniecki (ur. 10 maja 1920 w Czortkowie, zm. 27 stycznia 2014 w Krakowie) – wykładowca, profesor nauk ekonomicznych, doktor honoris causa Uniwersytetu Ekonomicznego w Krakowie, w latach 1989-1993 przewodniczący Głównej Rady Naukowej Towarzystwa Naukowego Organizacji i Kierownictwa.

## Życiorys
Uczestniczył w kampanii wrześniowej jako pochorąży artylerii. W okresie okupacji brał udział w tajnym nauczaniu w Ciężkowicach. Po wojnie, w 1947 r. ukończył krakowską Akademię Handlową, a trzy lata później został asystentem w Katedrze Organizacji i Zarządzania Przedsiębiorstw Wyższej Szkoły Ekonomicznej w Krakowie. W latach 1953-55/56 równocześnie pełnił funkcję prodziekana Wydziału Przemysłu, kierownika i prodziekana Studium Zaocznego WSE w Krakowie. W 1956 r. objął stanowisko kierownika naukowo-dydaktycznego Punktu Konsultacyjnego w Kielcach, na którym pozostał do 1959 r. W 1960 r., na podstawie pracy pt. Zagadnienia metodyki normowania cyklu produkcyjnego w warunkach produkcji jednostkowej i małoseryjnej, na Wydziale Ogólnoekonomicznym WSE w Krakowie otrzymał tytuł doktora. Cztery lata później na Wydziale Produkcji i Obrotu Towarowego WSE w Krakowie uzyskał stopień doktora habilitowanego. Jego rozprawa nosiła tytuł Metoda obserwacji migawkowych w badaniu organizacji przedsiębiorstwa przemysłowego. W 1971 r. otrzymał tytuł profesora nadzwyczajnego, a w 1976 r. profesora zwyczajnego. W latach 1964–65 sprawował funkcję kierownika Katedry Teorii Organizacji i Zarządzania WSE w Krakowie. W latach 1965–70 pełnił obowiązki dyrektora Instytutu Organizacji i Zarządzania. Sprawował też funkcję prezesa Krakowskiego oddziału Towarzystwa Naukowego Organizacji i Kierownictwa. Za wybitne zasługi dla nauk o organizacji i zarządzaniu otrzymał Medal Karola Adamieckiego. W 2005 r. został uhonorowany tytułem Doktora honoris causa Uniwersytetu Ekonomicznego w Krakowie.

## Stanowiska
- 1947 – asystent wolontariusz w Katedrze Organizacji i Zarządzania Przedsiębiorstwem w Akademii Handlowej w Krakowie (od 1950 r. Wyższej Szkoły Ekonomicznej w Krakowie)
- 1950 – asystent w Katedrze Organizacji i Zarządzania Przedsiębiorstwem WSE w Krakowie
- 1950-1953 – starszy asystent w Katedrze Ekonomiki Przedsiębiorstwa Przemysłowego WSE w Krakowie, Zastępca Profesora
- 1953-1955 – prodziekan Wydziału Przemysłu WSE w Krakowie
- 1956-1959 – kierownik i prodziekan Studium Zaocznego WSE w Krakowie
- 1956-1964 – docent w Katedrze Ekonomiki Przemysłu WSE w Krakowie
- 1956-1966 – przewodniczący zarządu Oddziału Krakowskiego Towarzystwa Naukowego Organizacji i Kierownictwa
- 1965-1970 – kierownik Katedry Teorii Organizacji i Zarządzania WSE w Krakowie
- 1970-1990 – dyrektor Instytutu Organizacji i Zarządzania WSE w Krakowie
- 1974-1980 – profesor w Instytucie Organizacji Pracy i Zarządzania WSE w Krakowie
- 1990-1993 – przewodniczący Głównej Rady Naukowej Towarzystwa Naukowego Organizacji i Kierownictwa[4]

## Członkostwa
- 1971-1976 – członek Prezydium Komisji Nauk Organizacji i Zarządzania PAN
- 1976-1990 – przewodniczący Komisji Nauk Organizacji i Zarządzania PAN w Krakowie
- 1973-1983, 1986-1989 – członek Centralnej Komisji Kwalifikacyjnej ds. Kadr Naukowych
- 1956-1967 – członek Towarzystwa Naukowego Organizacji i Kierownictwa
- członek Komitetu Redakcyjnego kwartalnika Organizacja i Kierowanie
- członek Zespołu Dydaktyczno-Naukowego Organizacji i Zarządzania Ministerstwa Nauki, Szkolnictwa Wyższego i Techniki[3]

## Nagrody, wyróżnienia, odznaczenia
- Krzyż Oficerski Orderu Odrodzenia Polski
- Krzyż Kawalerski Orderu Odrodzenia Polski
- Złoty Krzyż Zasługi
- Medal Komisji Edukacji Narodowej
- medal Signum Gratiae Akademii Ekonomicznej w Krakowie
- medal Tadeusza Kotarbińskiego otrzymany za wybitne osiągnięcia w dziedzinie organizacji i zarządzania
- medal Karola Adamieckiego – zasłużony w dziedzinie zarządzania
- odznaka Zasłużony dla Akademii Ekonomicznej w Katowicach
- medal za udział w Wojnie Obronnej 1939 r.
- tytuł doktora honoris causa Uniwersytetu Ekonomicznego w Krakowie (2005 r.)[1][3][5]

## Działalność pozanaukowa
Jerzy Trzciniecki był z zamiłowania myśliwym, do końca życia uczestniczył w działalności Koła Łowieckiego w Cieżkowicach.

## Ważne publikacje
- Wpływ ogólnej teorii systemów na rozwój teorii organizacji, Problemy Organizacji, 18/1970
- Diagnostyczne oraz prognostyczne projektowanie organizatorskie, Przegląd Organizacji: biuletyn Towarzystwa Naukowego Organizacji i Kierownictwa, nr 7/1971
- Metoda obserwacji migawkowych w badaniu organizacji przedsiębiorstwa przemysłowego, PWE, Warszawa 1973
- Projektowanie systemów zarządzania, PWN, Warszawa 1979
- Organizacja i zarządzanie. Zarys problematyki, PWN, Warszawa 1986, współautor Adam Stabryła
- Metodologiczne aspekty zarządzania, Ossolineum, Wrocław 1986, współautor Adam Stabryła[3]